# Володимирівська Дача (лісовий заказник, Краснокутський район)
Володи́мирівська Да́ча — лісовий заказник місцевого значення в Україні. Об'єкт природно-заповідного фонду Харківської області. 
Розташований на території Краснокутського району Харківської області, неподалік від села Сорокове. 
Площа 699 га. Статус отриманий у 2003 році. Перебуває у віданні ДП «Гутянське лісове господарство» (Володимирівське л-во, кв. 15, 16, 26—29, 38—43, 52—55, 57, 58). 
Статус надано для збереження частини лісового масиву з переважно сосновими насадженнями, що зростають на терасі річки Мерчик і заплаві річки Мерло. Збереглося багато видів бореальної флори — реліктів льодовикового періоду. На території заказника виявлено рідкісні фітоценози, занесені до Зеленої книги України і Зелених списків Харківщини. 
Заказник «Володимирівська Дача» входить до складу Слобожанського національного природного парку.

## Галерея

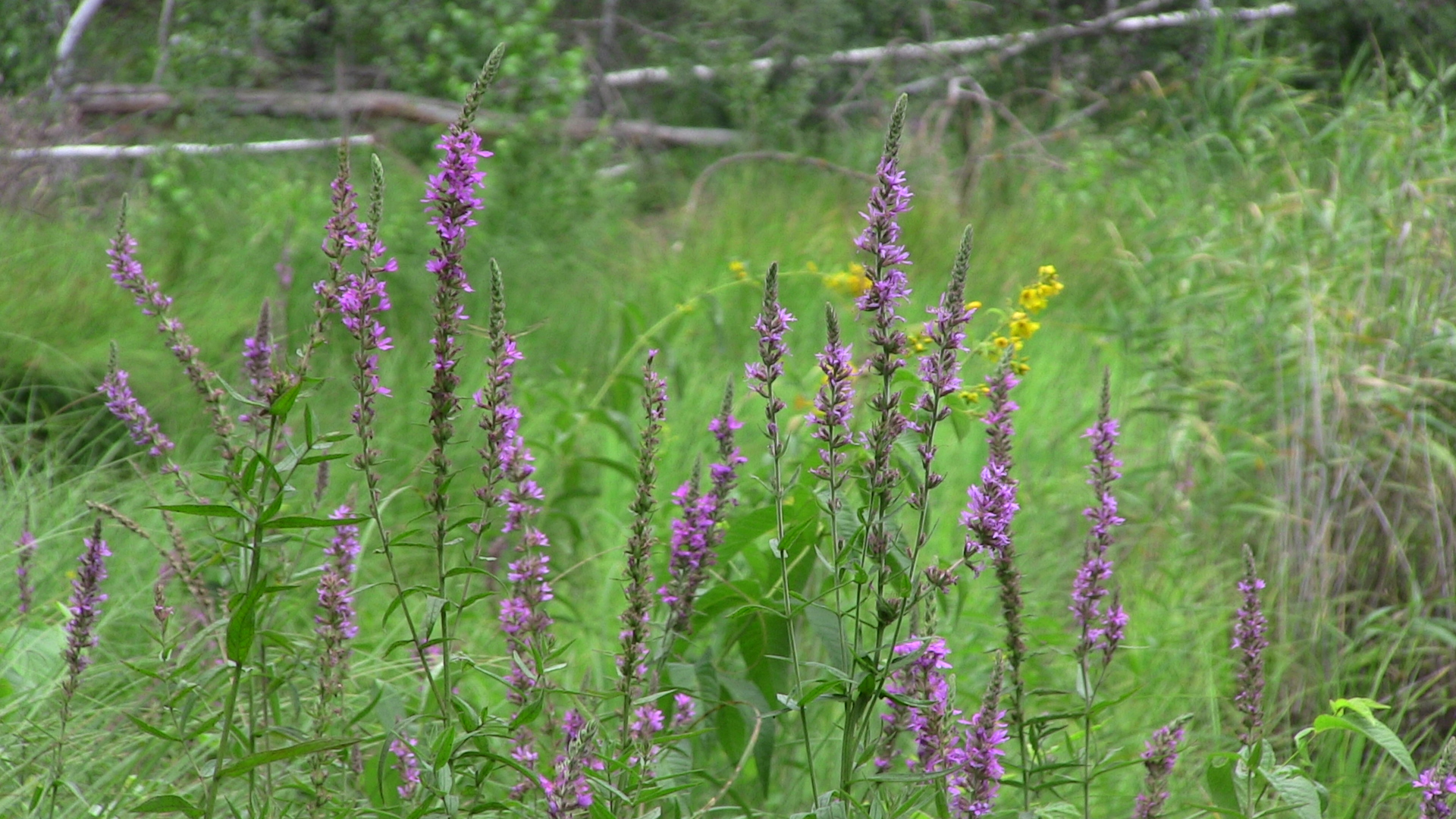
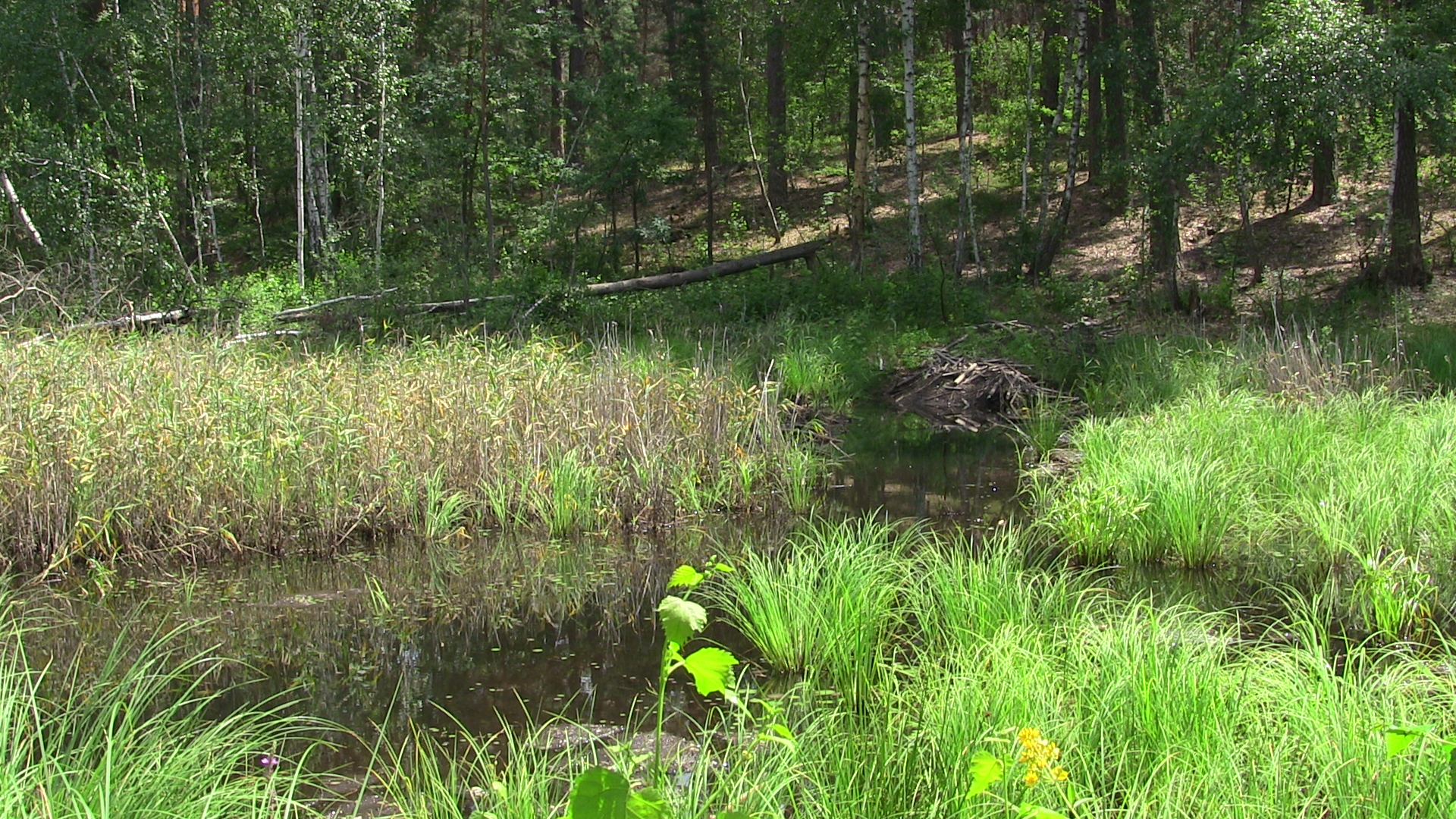
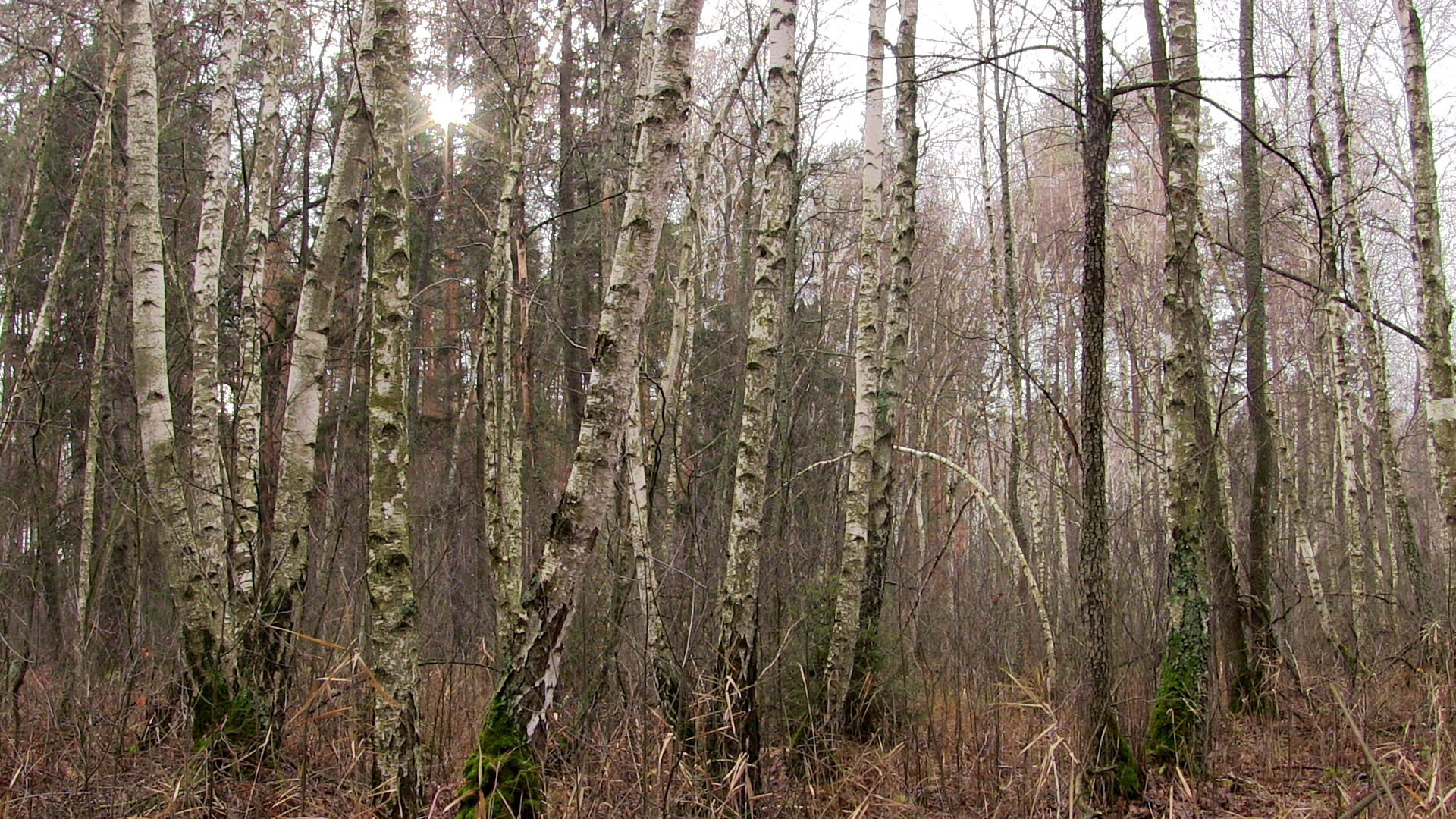